# پنج‌پیکر
پنج پیکر(بشیوسقا)، روستایی  در دهستان جعفربای جنوبی بخش مرکزی شهرستان ترکمن استان گلستان ایران است.
در طی چند سال اخیر به قطب پارچه شمال کشور تبدیل شده است و بیش از 300 مغازه پارچه فروشی فعال در سطح روستا مشغول فعالیت اند همچنین روزهای پنج شنبه و جمعه دستفروشان  بازار خوبی دارند و این روستا اولین روستای دارای فیبرنوری در استان گلستان است. سال ١٣٩٧ کتابخانه ای به نام  دولت محمد بال قزل  از شاعران متولد پنج پیکر واقع در خیابان دهیاری افتتاح گردید.
نام اصلی این روستا به زبان ترکمنی است بَش یوسقا به این علت که در شمال روستا دارای پنج قبر تاریخی و متعلق به پنج شهید بوده که هم اکنون نیز آن مکان وجود دارد 
بعدها نام این روستا به دلیل سیاستهای همسان سازی ملی به فارسی معادل سازی شده است
از بزرگان این روستا میتوان به شخص عالم بزرگی به اسم خوجه گلدی قاری ایری را نام برد 

( کیلومتر هشت«8» جاده شهرستان بندرترکمن به شهرستان آق قلا روبروی شهرک صنعتی پنج پیکر «ترکمن» )

## جمعیت
بر پایه سرشماری عمومی نفوس و مسکن در سال ۱۳۹۵ جمعیت این مکان ۲٬۵۲۸ نفر (۷۱۰خانوار) بوده‌است.